# گائو (قلمرو)

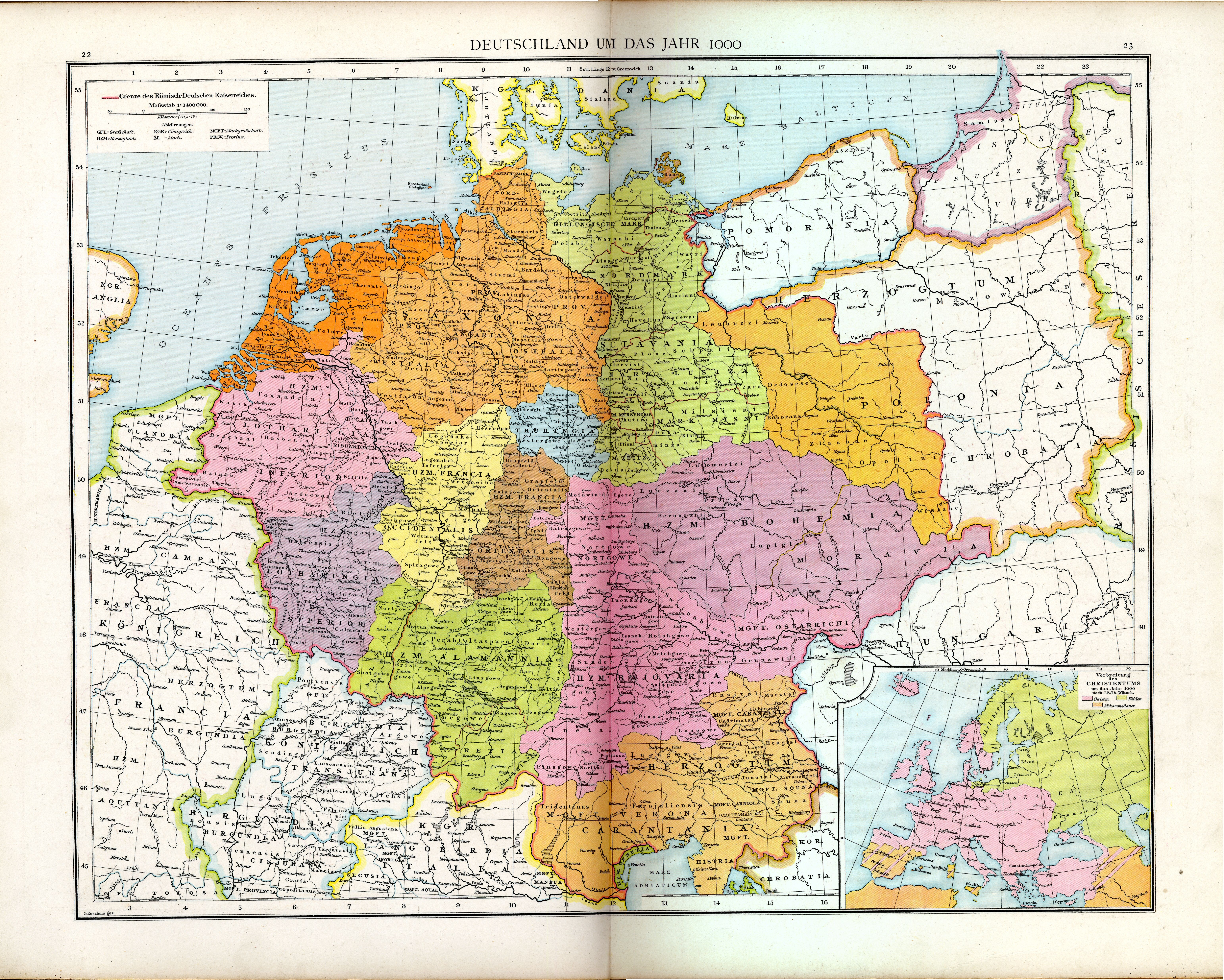
دوک‌نشین‌های سده‌های میانی (رنگین) و گائوهای (gaue) امپراتوری مقدس روم در حوالی سال ۱۰۰۰ میلادی

گائو (در هلندی: gouw ؛ فریسی غربی: gea) اصطلاحی ژرمنی برای مناطق درون یک کشور است که اغلب اشاره به استانی کنونی یا پیشین دارد. این اصطلاح در سده‌های میانی مورد استفاده قرار داشت، و اغلب می‌توان آن را برابر با «شایر» در انگلستان دانست. کاربرد اداری این اصطلاح به عنوان یک زیربخش قلمرویی در دوره آلمان نازی میان سال‌های ۱۹۳۳–۱۹۴۵ احیا شد. امروزه نیز این عنوان درون نام‌های منطقه‌ای مانند راینگو (Rheingau) یا آلگو (Allgäu) دیده می‌شود.